# Ribeira Funda (Lajes do Pico)
Ribeira Funda (Lajes do Pico) é um curso de água português localizado no concelho das Lajes do Pico, ilha do Pico, arquipélago dos Açores.
Este curso de água encontra-se geograficamente localizado na parte Sul e encontra-se entre os de maior dimensão da ilha do Pico tem origem a uma cota de altitude de cerca de 800 metros. A sua bacia hidrográfica procede à drenagem de uma areia que engloba o Cabeço do Leitão, Cabeço da Canzana e Lomba do Cácere. 
O seu curso de água que desagua no Oceano Atlântico, fá-lo na costa frente ao Ilhéu de Forges, entre as Ribeiras e o Porto da Aguada.